# Bulls de Birmingham (AMH)
Pour les articles homonymes, voir Bulls de Birmingham.
Les Bulls de Birmingham  sont une franchise professionnelle de hockey sur glace de l'Association mondiale de hockey entre 1976 et 1979.

## Historique
L'équipe évoluait à Birmingham dans l'Alabama et jouait ses matchs à domicile dans la patinoire Birmingham Jefferson Convention Center. L'équipe avait pour logo un taureau crachant de la fumée par les naseaux. La franchise est créée à la suite du déménagement des Toros de Toronto.
En 1979, l'AMH ne parvenant pas à attirer uniformément les fans se voit contrainte d'arrêter ses activités et quatre de ses équipes, les Oilers d'Edmonton, les Jets de Winnipeg, les Nordiques de Québec et les Whalers de la Nouvelle-Angleterre rejoignent la Ligue nationale de hockey alors que les Stingers de Cincinnati et les Bulls reçoivent une somme d'argent en guise de dédommagement pour la fermeture de la ligue.